# غابة الرغاية
غابة الرغاية هي غابة تقع في منطقة الرغاية بولاية الجزائر. تدار من قبل هيئة المحافظة على الغابات في الجزائر العاصمة (CFA) تحت إشراف المديرية العامة للغابات (DGF).

## المساحة والأهمية
إن المساحة المشجرة للغابة تصل إلى حوالي 30 هكتار. وأدرجت في 04 يونيو 2003 من قبل اتفاقية رامسار كمحمية طبيعية ذات أهمية دولية؛ وتتميز بمناخ البحر الأبيض المتوسط، حار صيفاً وبارد شتاءًا، مما يجعلها من المناطق الجغرافية والحيوية الفريدة من نوعها في العاصمة الجزائرية. حيث تتكون من خمس أنظمة بيئية (البحرية، والمستنقعات، والكثبان، والبحيرات، والغابات)، البحيرة تغطي مساحة قدرها 1 575 هكتار، ويغطي البحر 900 هكتار، وتغطي الغابات والكثبان الرملية حوالي 600 هكتار، بالإضافة إلى مسطح من المياه العذبة يغطي حوالي 75 هكتار. وهي موقع طبيعي مصنف كمحمية طبيعية مع المحيط الحيوي المحيط بها.

## الحياة البرية

### الطيور
الغابة هي موقع يزوره العديد من أنواع الطيور المهاجرة التي تستقر فيها، وتوجد فيها ثلاثة أنواع من الطيور المائية المهددة بالانقراض على مستوى العالم، وهي شرشير مخطط، والبط المحمر، والبط ذي الرأس الأبيض، يتردد على هذه الغابة وبحيراتها حوالي 3000 طائر مائي، بمعدل 47 نوعًا من الطيور المحلية والمهاجرة كل عام.

## النباتات
في المنطقة المجاورة للبحيرة توجد فيها الأشجار المحبة للماء (صفصاف أبيض، حور أبيض، أوكالبتوس كمالدولي) وبعض النباتات التي تعيش هناك أمثال، بوط عريض الأوراق وأسل مدبب، بالإضافة إلى لسان الحمل القرني؛ وهناك مجموعات من طيطان بحري وقصب الرمال الرملي والدوم المتوسطي التي تنمو في نطاقات ضيقة على طول الساحل، وأيضا بطم عدسي، والزيتون وبطم عدسي وزعرور أحادي المدقة وفشاغ قاس وعشقة متسلقة.

## الموقع
تقع غابة الرغاية على 29 كم شرق الجزائر. في بلدية الرغاية في متيجة.